# Георги Андриянов
Георги Алексиев Андриянов с псевдоним Папата е български комунист, деец на Българската комунистическа партия и ВМРО (обединена).

## Биография
Андриянов е роден в 1897 година в разложкото село Белица, което тогава е в Османската империя. Баща му е деец на ВМОРО. Учи в родното си село. Завършва гимназия в Самоков. Участва в Първата световна война и след демобилизацията учителства в родното си село. От 1919 година е директор на училището в Белица. В същата година основава група на БКП в селото и става неин секретар. В 1922 година заминава да учи икономика в Свободния университет в София (сега УНСС). Участва в Септемврийското въстание като член на Разложкия въстанически отряд. В 1925 година е арестуван в Разлог, но се спасява с голям подкуп.
В 1926 година Андриянов заминава за Франция и учи икономика в Гренобъл. Влиза във Френската комунистическа партия и изпълнява поръчения на Коминтерна. Изгонен от Франция, Андрейчин завършва образованието си в Лиеж, Белгия.
В 1927 година се завръща в България и отваря търговска кантора „Коминтерн“ в София. Инструктор на ЦК на БКП. Член е на Областния комитет на ВМРО (обединена).
На 16 декември 1931 година Андриянов е отвлечен от дейци на ВМРО и убит в началото на 1932 година.